# Liste des cardinaux créés par Benoît VIII
Au cours de son pontificat de 1012  à 1024, Benoît VIII  a créé 21 cardinaux.

## 1012
- Benedetto de Potio (évêque de Porto)
- Azzone (évêque d'Ostia)
- Teobaldo (évêque d'Albano)
- Giovanni Graziano (titre inconnu). (élu pape  Grégoire VI en 1045)
- Pietro (titre de S. Sisto)
- Giovanni (titre de  S. Marcello)
- Crescenzio (titre de S. Stefano al Monte Celio)
- Benedetto (diaconie inconnue)
- Crescenzio (diaconie inconnue)
- Giovanni (diaconie inconnue)
- Crescenzio (diaconie inconnue)
- Pietro (diaconie inconnue)

## 1014
- Bosone (évêque  de  Tivoli)

## 1015
- Raniero (évêque de  Sabina)
- Lotario di Segni, seniore (diaconie inconnue)

## 1020
- Benedetto (évêque de  Labico)

## 1021
- Pietro (évêque d'Ostia)
- Roberto (title de S. Clemente)

## 1023
- Gregorio (évêque de Silva Candida ou Santa Rufina)

## Date inconnue
- Romano (diaconie incponnue)
- Teofilatto (diaconie inconnue).

## Source
- Mirandas sur fiu.edu